# Rakobuty
Rakobuty (ukr. Ракобовти, Rakobowty) – wieś w obwodzie lwowskim, w rejonie złoczowskim na Ukrainie.
Rakobułty były wsią starostwa grodowego buskiego na początku XVIII wieku. W II Rzeczypospolitej gmina wiejska. Od 1 sierpnia 1934 r., w ramach reformy scaleniowej stała się częścią Gminy Busk w powiecie kamioneckim.
Do 2020 w rejonie buskim. 

## Położenie
Według Słownika geograficznego Królestwa Polskiego i innych krajów słowiańskich: Rakobuty to wieś w powiecie Kamionka Strumiłowa, położona 21 km na południowy wschód od Kamionki Strumiłowej i 7 km na północny zachód od Buska.